# Gaspar Ginés
Gaspar Ginés fue un escultor sevillano del siglo XVII presumiblemente formado en el taller de Juan Martínez Montañés donde conocería a Juan de Mesa con el que mantuvo una relación estrecha ya que firmó como testigo en varios de los contratos del escultor cordobés, y a su muerte se hizo cargo de su taller junta al también escultor Luis Ortiz de Vargas.
Fue uno de los escultores sevillanos que marchó a América, en su caso al servicio de los jesuitas, ya que hacia 1640 se le sitúa en el Virreinato del Perú.

## Obras conocidas
- Ntra. Sra del Buen Viaje (1634). Convento de Capuchinos (Sanlúcar de Barrameda). Esta imagen originalmente de talla completa, actualmente se presenta como imagen de vestir debido a una reforma realizada a inicios del siglo XIX.
- Nazareno de los Afligidos (1635). Iglesia del Salvador, Sevilla.
- Cristo de la Misericordia de Trebujena (1636).